# سانتا لوسیا، اروگوئه
سانتا لوسیا، اروگوئه (به اسپانیایی: Santa Lucía) شهری در کشور اروگوئه، استان کنلونس است که جمعیت آن در سرشماری سال ۲۰۰۴ میلادی ۱۶٬۴۲۵ نفر بوده‌است.